# Vukosavlje
Vukosavlje (serbisch-kyrillisch Вукосавље) ist ein Ort und die zugehörige Verbandsgemeinde (opština) im Norden von Bosnien und Herzegowina. Sie befindet sich am linken Ufer der Bosna am Übergang von der Posavina ins Bosnische Mittelgebirge und besteht aus früheren Teilen der Nachbargemeinde Modriča sowie im Bosnienkrieg durch die Entitätengrenze abgetrennten Teilen von Odžak. Vukosavlje zählt zur Republika Srpska.

## Geographie
Vukosavlje befindet sich nordwestlich von Modriča und südwestlich von Odžak. Der höchste Punkt im Gemeindegebiet liegt auf 368 m, dagegen befindet sich das Ufer der Bosna auf nur 48 m.
Zur Gemeinde gehören die Gemeindeteile Gnionica, Jakeš, Jezero, Jošavica, Kaluđer, Modrički Lug, Novo Selo und Pećnik sowie kleinere Teile von Srnava, Ada, Potočani und Vrbovac.

## Geschichte
Die Ortsteile der heutigen Gemeinde Vukosavlje gehörten bis zum Bosnienkrieg zu den Verbandsgemeinden Modriča (Jakeš, Pećnik, Modrički Lug) und Odžak (Gnionica, Jošavica, Jezero). Die Siedlung Vukosavlje selbst ist eine Neugründung. Die Gemeinde wurde formal am 8. September 1996 als Srpski Odžak gegründet, musste diesen Namen jedoch nach einer Entscheidung des bosnischen Verfassungsgerichtshofes ablegen, der ethnische Bezüge in Ortsnamen verbot.

## Bevölkerung
Zur Volkszählung 2013 hatte die Gemeinde 4.667 Einwohner. Davon bezeichneten sich 46,7 % als Bosniaken, 32,5 % als Serben und 16,6 % als Kroaten. Damit war Vukosavlje jene Gemeinde in der Republika Srpska mit dem niedrigsten serbischen Bevölkerungsanteil. Vor dem Krieg hatten lediglich Gnionica und Jošavica eine serbische Bevölkerungsmehrheit. Dagegen waren Jakeš und Modrički Lug mehrheitlich von Bosniaken und Novo Selo sowie Pećnik fast ausschließlich von Kroaten bewohnt.